# La distancia
La distancia és una pel·lícula espanyola de cinema negre de 2006 dirigida per Iñaki Dorronsoro. És l'opera prima del director basada en la boxa, la corrupció i les relacions humanes. Fou presentada a la secció Zabaltegi del Festival Internacional de Cinema de Sant Sebastià.

## Argument
Daniel (Miguel Ángel Silvestre) és un boxador en la presó per l'atracament a un estanc. Un policia corrupte (José Coronado), que està involucrat en una complexa xarxa de contraban de droga, li promet deixar-li sortir sense problemes a canvi de matar a un altre pres company de mòdul. Una vegada fora de la presó, troba a Raquel (Belén López), la dona de l'home a qui va matar, que era amo d'un club de cites d'alt standing. Comencen una relació que posa a Daniel en el cor d'una història en la qual tots són alhora actor i víctima.

## Repartiment
- Miguel Ángel Silvestre... Daniel
- José Coronado	...Guillermo
- Federico Luppi	...	Entrenador
- Belén López	... Raquel
- Lluís Homar...	Cap de policia
- Julio Vélez... Luis
- Carlos Kaniowsky ...	Manuel
- José Manuel Seda	... Ajudant de policia
- Andrés Herrera ... Miranda
- Enrique Villén 	...Amo puticlub

## Nominacions i premis
- Nominada al Premi Unión de Actores a la millor actriu revelació (Belén López.[3]
- Festival de Cinema d'Espanya de Tolosa de Llenguadoc: Nominada a la Violeta d'Or i premi a l'actor revelació (Miguel Ángel Silvestre).[4]
- Festival Internacional de Cinema a Guadalajara: Premi Mayahuel a la millor fotografia (Daniel Aranyó).[5]